# Les Ilhes
Les Ilhes är en kommun i departementet Aude i regionen Occitanien  i södra Frankrike. Kommunen ligger  i kantonen Mas-Cabardès som ligger i arrondissementet Carcassonne. År 2022 hade Les Ilhes 61 invånare.

## Befolkningsutveckling
Antalet invånare i kommunen Les Ilhes
Referens: INSEE